# Ogen van tijgers
Ogen van tijgers is een jeugdboek geschreven door Tonke Dragt. Het is het vervolg op Torenhoog en mijlen breed. Ogen van tijgers kwam uit in 1982 en wordt uitgegeven door Uitgeverij Leopold. Het boek is in het Duits vertaald.

## Verhaal
De hoofdpersoon in dit verhaal is Jock Martijn, kunstschilder en vroegere planeetonderzoeker. Hij woont nu op aarde en voelt zich opgesloten tussen alle techniek en regeltjes. Alle tijgers zijn uitgestorven. Hij werkt als begeleider bij een project voor kunstzinnige jongeren en ontmoet daar Bart Doran, die zegt op route Z een wilde kat gezien te hebben. Is er dan toch nog natuur? Langzaam ontdekt Jock waarom hij zo anders is, en als Edu Jansen terugkomt van Venus wordt alles duidelijk.